# 王耀生
王耀生（1920年9月—2017年1月22日），又名王荣庆，男，山东淄博人，中国教育工作者，济南市政协原副主席。第六、七届全国人大代表。

## 生平
1944年6月毕业于私立北平辅仁大学数学系。1944年8月后，历任济南私立黎明中学教员、教务主任，山东省立济南第一临时中学数学教员。1948年10月后，历任济南特别市立第二中学、华东大学附属中学（华大附中）、山东省实验中学数学教师。1952年加入中国民主同盟。1955年8月，任山东省实验中学教导副主任。1956年10月至1983年2月，任山东省实验中学副校长。1979年12月，被山东省人民政府评为首批中学特级教师。1983年4月至1993年3月，任济南市政协副主席。1983年3月起任山东省实验中学顾问。2005年6月离休。2017年1月22日逝世。

## 社会兼职
济南市第九、十届人民代表大会代表，济南市第八届人民代表大会常务委员会委员；山东省第二、三届人民代表大会代表，山东省第五届人民代表大会常务委员会委员；第六、七届全国人民代表大会代表；民盟山东省第二、三、四届委员会常委；民盟济南市第五、六、七、八届委员会副主任委员、第九届委员会名誉主任委员。山东省数学学会理事，山东省教育学会中小学数学教学研究会副理事长。